# Episodi di In aller Freundschaft (sedicesima stagione)
La sedicesima stagione della serie televisiva In aller Freundschaft è stata trasmessa in anteprima in Germania da Das Erste tra l'8 gennaio 2013 e il 10 dicembre 2013.
| nº | Titolo originale              | Prima TV Germania |
| -- | ----------------------------- | ----------------- |
| 1  | Auf Herz und Nieren           | 8 gennaio 2013    |
| 2  | Zeit für Veränderungen        | 15 gennaio 2013   |
| 3  | Am Ende des Weges             | 22 gennaio 2013   |
| 4  | Klärungsbedarf                | 29 gennaio 2013   |
| 5  | Mitten ins Herz               | 5 febbraio 2013   |
| 6  | Sirenengesang                 | 12 febbraio 2013  |
| 7  | Berührungsangst               | 19 febbraio 2013  |
| 8  | Wiedersehen mit Folgen        | 5 marzo 2013      |
| 9  | Tanz mit dem Teufel           | 12 marzo 2013     |
| 10 | Ostergeschenke                | 19 marzo 2013     |
| 11 | Besitzansprüche               | 2 aprile 2013     |
| 12 | Zündstoff                     | 9 aprile 2013     |
| 13 | Schmerzhafte Einschnitte      | 23 aprile 2013    |
| 14 | Anfechtungen                  | 30 aprile 2013    |
| 15 | Im Banne der Dunkelheit       | 7 maggio 2013     |
| 16 | Auf Abwegen                   | 14 maggio 2013    |
| 17 | Alte Narben                   | 21 maggio 2013    |
| 18 | Auf die harte Tour            | 28 maggio 2013    |
| 19 | Gefühlsschwankungen           | 4 giugno 2013     |
| 20 | Triumph der Vernunft          | 11 giugno 2013    |
| 21 | Achillesferse                 | 18 giugno 2013    |
| 22 | Böses Erwachen                | 25 giugno 2013    |
| 23 | Im freien Fall                | 2 luglio 2013     |
| 24 | Täuschungsmanöver             | 9 luglio 2013     |
| 25 | Gewissensnöte                 | 16 luglio 2013    |
| 26 | Mütter                        | 23 luglio 2013    |
| 27 | Offene Wunden                 | 20 agosto 2013    |
| 28 | Offene Baustellen             | 27 agosto 2013    |
| 29 | Missverständnisse             | 3 settembre 2013  |
| 30 | Verlustangst                  | 17 settembre 2013 |
| 31 | Der Tag, der alles ändert     | 24 settembre 2013 |
| 32 | In der Zwickmühle             | 1º ottobre 2013   |
| 33 | Wünsche                       | 8 ottobre 2013    |
| 34 | Überdruck                     | 15 ottobre 2013   |
| 35 | Die ganze Wahrheit            | 22 ottobre 2013   |
| 36 | Zwangslagen                   | 29 ottobre 2013   |
| 37 | Einsichten                    | 5 novembre 2013   |
| 38 | Über die Grenzen              | 7 gennaio 2014    |
| 39 | Glückliche Fügung             | 12 novembre 2013  |
| 40 | Kontroversen                  | 26 novembre 2013  |
| 41 | Freud und Leid                | 3 dicembre 2013   |
| 42 | Süßer die Glocken nie klingen | 10 dicembre 2013  |